# Tomioka Tessai
Tomioka Tessai (富岡 鉄斎) (Kyoto, 27 gennaio 1837 – 31 dicembre 1924) è stato un pittore e calligrafo giapponese È considerato uno degli ultimi grandi artisti della tradizione nanga e uno dei primi esponenti e sostenitori del movimento pittorico nihonga.

## Biografia
Tessai nacque nel 1837 secondo figlio di Tomioka Korenobu, commerciante di abbigliamento e accessori per i monaci del buddismo Zen Soto. Il suo vero nome era Yusuke, nome che cambiò frequentemente negli anni successivi in Dōkō, Dōsetsu e Hyakuren. Fin dall’infanzia a causa della sua sordità, i genitori lo ritennero inadatto all’attività commerciale ed assecondarono la sua richiesta di potersi dedicare agli studi classici. 
Tessai si dedicò quindi allo studio della  filosofia e della letteratura cinese e degli antichi classici giapponesi sotto la guida del maestro kokugaku Okuni Tadamasa. 
Studiò inoltre tecniche pittoriche e teoria dell’arte con i maestri Kubota Setsuyō, pittore di tradizione cinese e Oda Kaisen. 
Nel 1856, il giovane Tessai fu mandato come apprendista in un tempio shinto in modo da poter continuare i suoi studi, non solo classici ma anche religiosi. Qui ebbe l’occasione di incontrare la poetessa e monaca buddista Ōtagaki Rengetsu che divenne sua maestra di ceramica e soprattutto sua maestra spirituale e benefattrice per molti anni fino alla sua morte.
Dal punto di vista pittorico sviluppò presto un proprio stile e nel giro di un decennio poté studiare con diversi pittori affermati e nel 1861 avviò una propria scuola per l’insegnamento privato della pittura e successivamente nel 1868 divenne docente presso l’università di recente istituzione  Ritsumeikan in Kyoto.

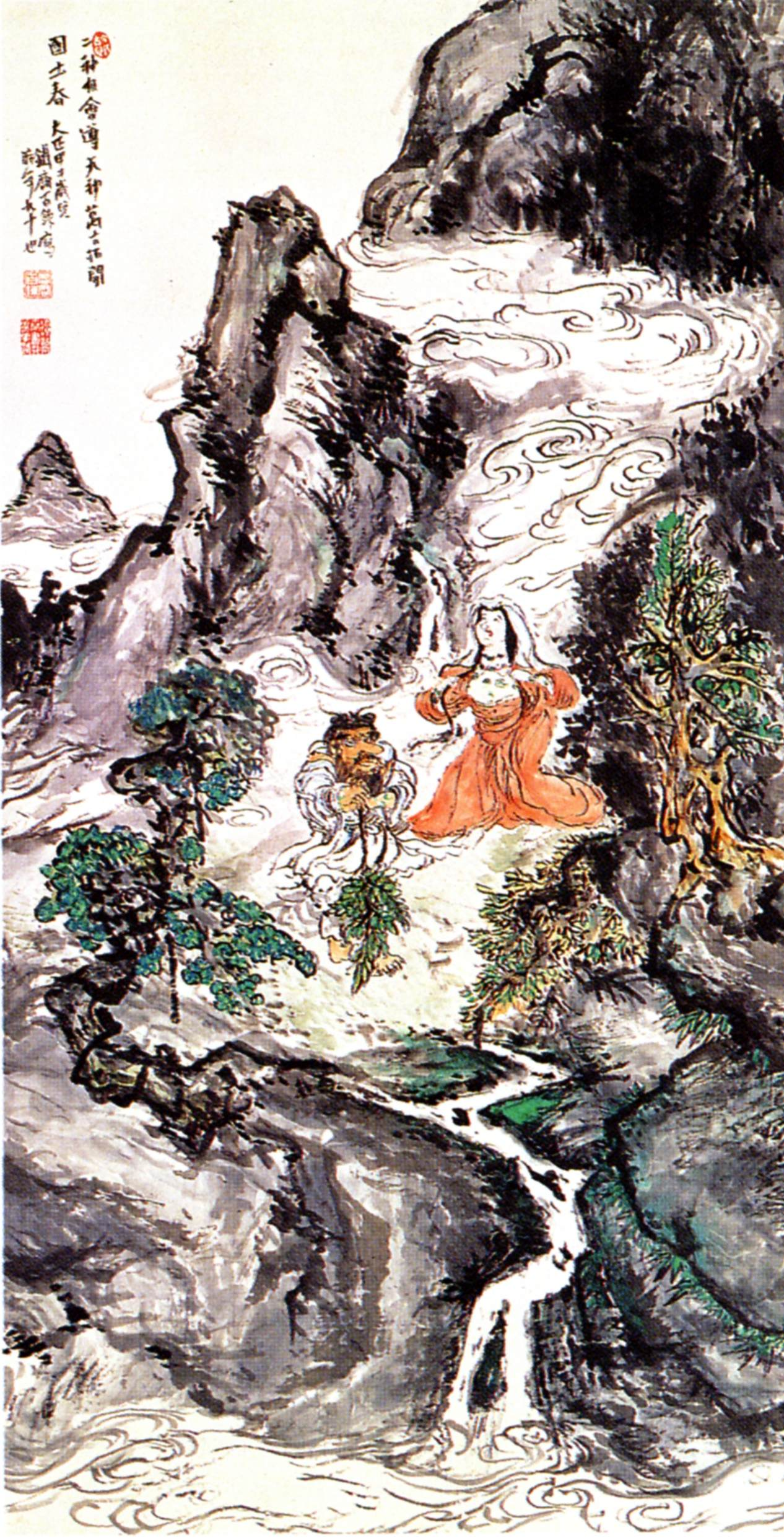
Due divinità danzanti, 1924 - acquarello su seta – Museo Nazionale di Tokyo

A partire dal 1860 viaggiò molto visitando, per lo più a piedi, luoghi famosi del Giappone soprattutto dal punto di vista paesaggistico e località che successivamente divennero soggetto delle sue pitture, da Nagasaki fino all’Hokkaidō. Visitò luoghi storici e montagne sacre, contribuendo talvolta al restauro o alla decorazione di templi shintoisti presso i quali risiedeva. Durante i suoi numerosi viaggi, che compì fino a tarda età, ebbe occasione di incontrare numerosi studiosi, soprattutto in ambito religioso e pittori di scuola nanga. Infatti l’obbiettivo prioritario dei suoi viaggi era soprattutto l’approfondimento dei suoi studi classici, religiosi e storici. Era inoltre interessato alle imprese di uomini esemplari delle varie regioni giapponesi. 
Nonostante la sua dedizione alla pittura dalla quale derivava anche il sostentamento per sé e i famigliari, Tessai si considerò sempre uno studioso piuttosto che un pittore. Si sposò due volte; la prima moglie morì giovanissima pochi mesi dopo aver partorito la prima figlia; dalla seconda moglie ebbe un figlio. In quanto monaco shintoista fu al servizio di alcuni templi; si dimise dall’incarico alla morte del fratello maggiore nel 1881 per tornare a Kyoto e prendersi cura dell’anziana madre. Qui acquistò una casa vicino a Muromachi Street dove visse fino alla morte dedicandosi sia alla pittura sia allo studio. Il ritorno a Kyoto coincide anche con l’assunzione di una decisa presa di posizione di difesa e sostegno degli stili e delle tecniche pittoriche tradizionali contro la diffusione delle nuove correnti di influsso occidentale (yōga), diventando uno dei primi e più conosciuti esponenti del movimento nihonga. 
Gli anni 90 furono anni di grande impegno nella promozione della pittura: fu nominato consigliere dell’Associazione dei giovani pittori e poco dopo professore alla scuola di belle arti di Kyoto dove tenne lezioni di etica e metodologia della ricerca storica; prese parte all’istituzione e avvio di numerose associazioni in ambito artistico tra cui l’Associazione Nanga per il Giappone (‘’Nihon nanga Kyōkai’’). Nel 1907 fu nominato pittore ufficiale dall’imperatore  Meiji, che apprezzò molto le sue opere e che gli commissionò due grandi rotoli verticali. Nel 1917 fu nominato artista della Casa imperiale per la pittura tradizionale. Fu inoltre designato membro dell’Accademia imperiale d’Arte del Giappone (Teikoku Bijutsu-in) nel 1919.
È stato un pittore estremamente prolifico e si stima che, nel corso della sua carriera artistica durata quasi 70 anni, abbia realizzato circa 20.000 dipinti. In una occasione realizzò 70 pitture in un solo giorno. 
Sul mercato sono presenti anche numerose opere contraffatte; copie e falsi erano in circolazione già negli anni attorno al 1880, alcuni realizzati e venduti direttamente da studenti dei suoi corsi; il numero dei falsi in circolazione crebbe man mano che cresceva la sua fama e Tessai pubblicò dichiarazioni di denuncia sui giornali.
Tessai considerava proprio dovere fondamentale perseguire opere di carità in favore dei meno abbienti. Già in gioventù fu di aiuto ad un gran numero di bisognosi e in età avanzata, quando la sua posizione economica era diventata molto solida, si curò sempre di destinare somme generose per il sostegno dei poveri e per il mantenimento e il restauro di templi antichi in particolare quelli oggetto delle sue visite e ricerche storiche. 
A seguito del grande terremoto del Kantō del 1923 che distrusse quasi completamente la città di Tokyo, inviò una grande somma di denaro e in occasione del suo 88º compleanno (considerato in Giappone un evento di grande importanza nella vita di una persona) donò una somma considerevole alla città di Kyoto vincolata all’aiuto dei poveri.
Una estesa collezione di opere di Tessai è oggi conservata al Museo Tessai, istituzione privata appartenente al tempio Kiyoshikojin Seicho-ji, a Takazuka.

## Stile
Le opere giovanili di Tessai sono prevalentemente orientate allo stile nanga degli inizi del XIX secolo, sebbene abbia sperimentato e realizzato opere in quasi tutti gli stili che poté conoscere nell’ambiente artistico di Kyoto: Rimpa,  Yamato-e,  Otsu-e, dai quali derivò non solo gli aspetti tecnici ma anche una grande varietà di soggetti che testimoniano l’ampiezza dei suoi interessi culturali. Il suo interesse per lo stile  Yamato-e  si ricollega al fatto che questo stile era tradizionalmente utilizzato per la raffigurare i personaggi famosi della storia giapponese e quindi ritenuto indicato per ritrarre uomini di virtù morale che erano oggetto delle sue ricerche e dei suoi studi. Nella maturità si concentrò prevalentemente sulla pittura Nanga, stile di influsso della pittura cinese del periodo della dinastia Ming, che fu introdotto in Giappone da Sakaki Hyakusen. Questo stile rappresentava per Tessai lo stile più completo che coniugava le due componenti fondamentali della sua formazione culturale: lo studio della filosofia in particolare il confucianesimo e la pittura.

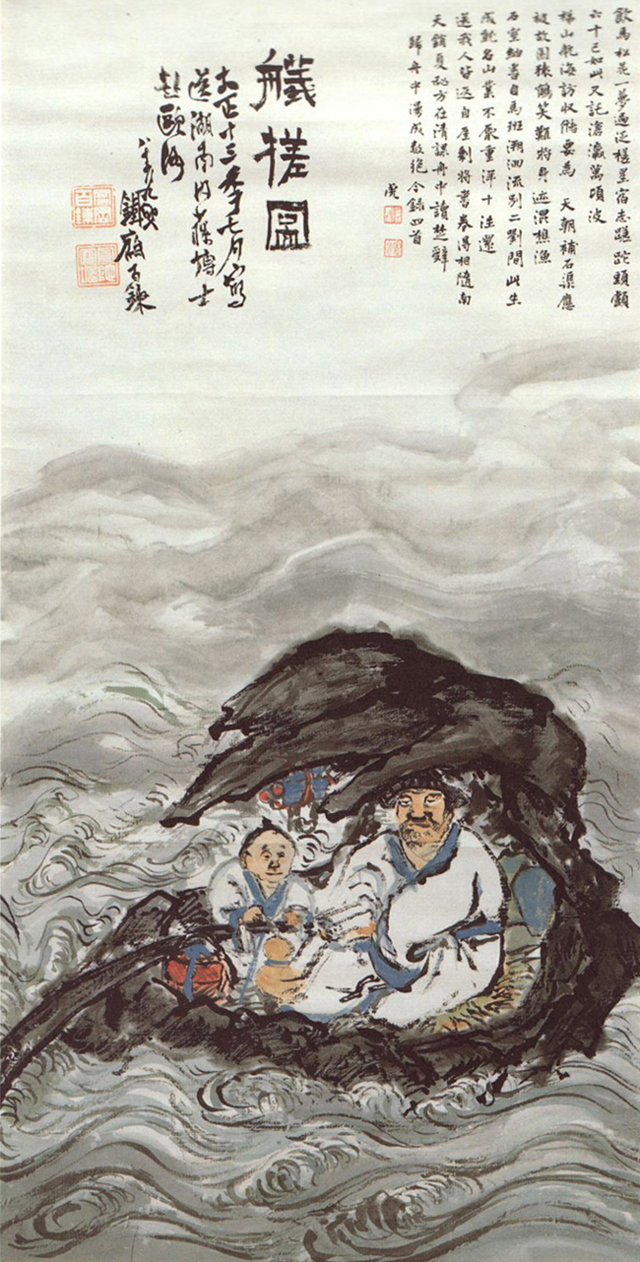
Imbarcati su una zattera, 1924 - rotolo verticale, inchiostro e acquarello su carta – pittura realizzata quale saluto e augurio di buon viaggio a due amici e colleghi in partenza per l’Europa

Uno dei motivi centrali delle sue opere è lo Shan shui, letteralmente “montagne e acque”, e per estensione paesaggio montano; nello Shan-shui l’obbiettivo non è la rappresentazione di una scena specifica di un luogo geografico, sebbene talvolta il titolo dell’opera possa far riferimento ad un luogo preciso, quanto la rappresentazione delle forze e l’energia della natura, di cui la montagna, il fiume, le cascate e le rocce sono particolarmente espressive. A differenza dei pittori della tradizione nanga, che raramente rappresentavano personaggi e ritratti, le opere di Tessai, per l’intento didattico e didascalico sempre presente nel suo lavoro, spesso includono nei paesaggi le figure di saggi, monaci o eremiti che esprimevano i suoi ideali morali di uomo di studi e di religione; illustrava quindi vicende storiche o letterarie e aneddoti, talvolta combinando episodi tratti dal Buddhismo, dal Taoismo e dal Confucianesimo allo scopo di comunicare l’unitarietà delle tradizioni religiose asiatiche. Dalla tradizione nanga, Tessai derivò anche l’inclusione nella parte superiore dell’opera di testi, spesso poetici oppure riflessioni o aforismi e massime, in accurata calligrafia che completano e integrano il soggetto rappresentato. Tessai usava invitare a leggere il testo prima di immergersi nell’osservazione della composizione, ma l’utilizzo di grafie e forme arcaiche non facilitava la lettura. Oggi solo pochi studiosi sono in grado di decifrare questi scritti.
Il formato di pittura preferito dall’artista è quello a base stretta e altezza allungata, quello proprio dei rotoli verticali o “kakemono”, che impiegò per la maggior parte delle sue realizzazioni indipendentemente dalle dimensioni dell’opera, dai piccoli acquarelli ai grandi pannelli; la composizione spesso ricopre gran parte dello spazio pittorico senza lasciare aree intatte e vuote come in gran parte della tradizione giapponese del suo tempo. Il suo stile è caratterizzato da una stesura rapida di pennellate applicate ad inchiostro denso a rappresentare un paesaggio di rupi monti, gole e fiumi mosso da grande vitalità.
Per sua natura Tessai era di atteggiamento severo e controllato, ma era spesso presente nei suoi lavori una vena di umorismo; in particolare eremiti, divinità e demoni, saggi e altre figure della storia letteraria e del mito sono rappresentati talvolta in modo umoristico o eccentrico, ma sempre rispettoso. 
Mentre nelle opere giovanili prevalse la pittura monocroma di piccole e medie dimensioni su carta, nella maturità affiancò alle tonalità di grigio e nero dell’inchiostro di china l’uso di colori intensi e vivaci su carta e su seta lavorando anche a composizioni di grandi dimensioni destinate a porte scorrevoli, pannelli e paraventi pieghevoli. 
Nell’ultima fase della sua vita abbandona la pittura su seta, la cui preparazione era più laboriosa e impegnativa, per l’impiego della sola carta; in questo periodo le sue opere presentano colori molto brillanti e intensi e anche le semplici pitture monocrome ad inchiostro steso a pennellate dense e rapide presentano qualche tocco di pigmento colorato. Le opere migliori o maggiormente stimate di Tessai furono realizzate nell’ultima fase della sua vita a partire dall’età di 80 anni fino alla sua morte avvenuta nel 1924 all’età di 88 anni.